# Saucony
Saucony är ett amerikanskt sportskomärke. Företaget startades som en skoaffär i Cambridge, Massachusetts, av den ryske immigranten Abraham Hyde. Året var 1910 och namnet på affären A.R. Hyde & Sons. 1932 tillverkades den första sportspecifika skon; "pleasure skates" för skridskoåkning. 1938 hade sortimentet med idrottsartiklar utvecklats, av Abrahams son Maxwell, till att omfatta basebollskor, "Roller boats" och bowlingskor.
Under andra världskriget producerade Hyde Company skor för amerikanska armén. Efter kriget återupptogs produktionen av sportskor, och 1952 köptes Illinois Athletic Shoe Company. Under 1960-talet tillverkade företaget rymdskor för NASAs astronauter. När Ed White blev förste amerikanske astronaut att göra en rymdpromenad 1965, så var det iförd skor från företaget.
År 1968 förvärvade Hyde Saucony Shoe Manufacturing Company i Kutztown, Pennsylvania. Sauconys löparskor levde en anonym tillvaro, endast känt av en exklusiv skara löpentusiaster, fram till 1977 då skomärket uppmärksammades i ett test i en tidning i USA.
Saucony är också namnet på ett löparmagasin.

## Webbkällor
Sauconys webbplats
1. ↑  hämtat från: tyskspråkiga Wikipedia.[källa från Wikidata]